# Stationsförderer

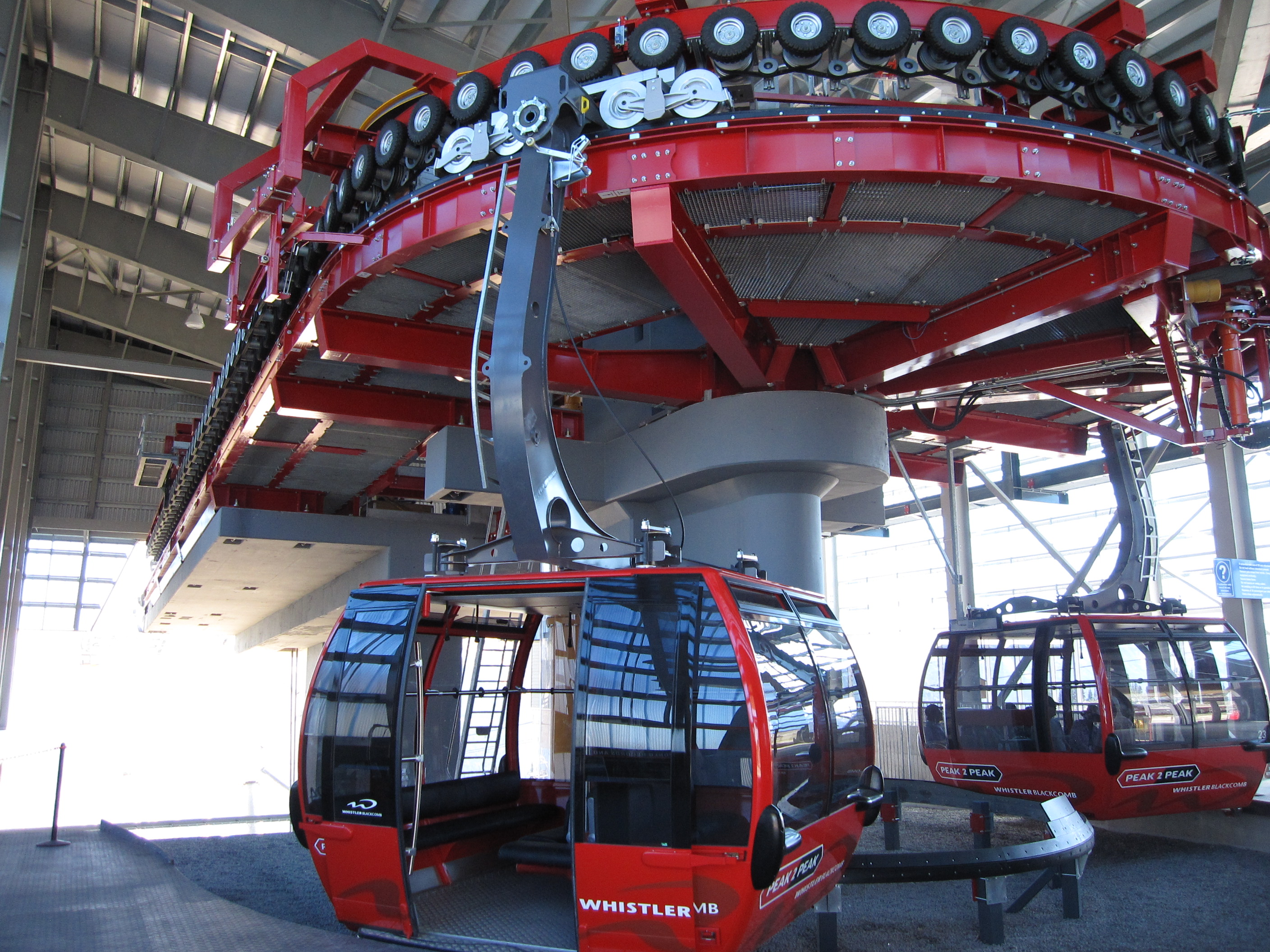
Stationsförderer (Reifenförderer, oben) der Peak 2 Peak Gondola, Whistler

Ein Stationsförderer ist eine technische Vorrichtung, die in den Stationen kuppelbarer Luftseilbahnen für den Transport der vom Förderseil abgekuppelten Fahrzeuge sorgt.

## Funktionsweise
Bei kuppelbaren Gondel- und Sesselbahnen werden die Fahrbetriebsmittel, also die Gondeln oder Sessel, in den Stationen vom stetig mit ca. 3 bis 6 m/s umlaufenden Förderseil abgekuppelt, um den Fahrgästen einen bequemen und sicheren Ein- und Ausstieg zu bieten, ohne die Geschwindigkeit des Förderseils und damit der restlichen Bahn zu vermindern.

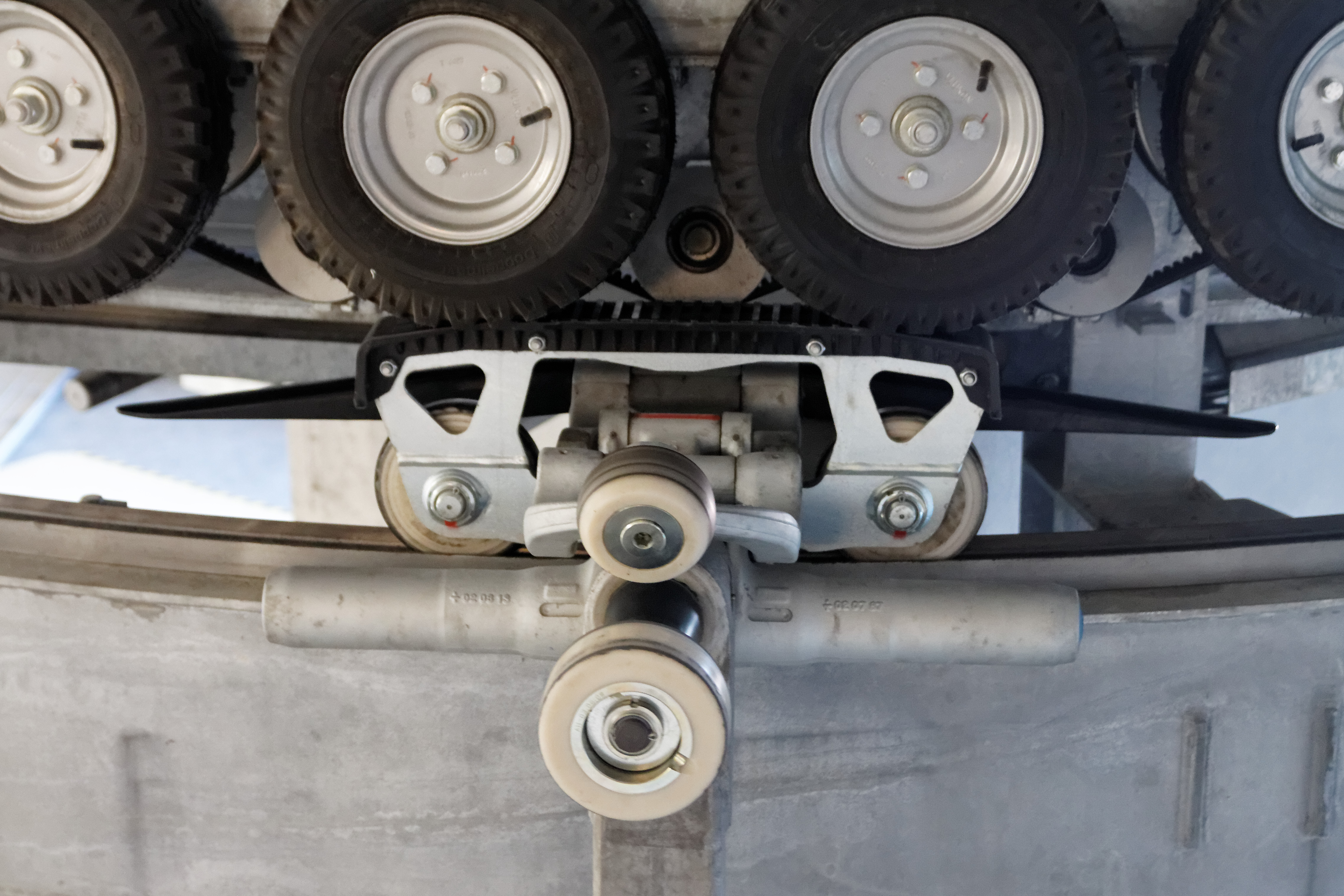
Reifenförderer im Detail

Die abgekuppelten Gondeln oder Sessel bewegen sich in den Stationen auf mehreren, an der Kuppelklemme angeordneten Laufrollen, die auf stählernen Hängeschienen laufen. Der Stationsförderer bewegt die Fahrzeuge in definiertem Abstand von der Abkuppelstelle durch die Stationskurve wieder zur Ankuppelstelle, bei Bahnen mit mehreren Sektionen zur Ankuppelstelle der nächsten Sektion.
Die Geschwindigkeit der Stationsförderer als auch der Beschleuniger und Verzögerer muss mit der Geschwindigkeit des Gesamtsystems synchronisiert sein, um gleichmäßige Abstände der Fahrzeuge in der Station und am Förderseil zu gewährleisten. Wird die Geschwindigkeit des Förderseils vermindert oder erhöht, so passt sich die Geschwindigkeit der Stationsförderer an.

### Reifenförderer
Bei modernen Bahnen erfolgt die Stationsförderung meist durch Reifenförderer, in der Schweiz auch Pneuförderer genannt.
Die Fortbewegung der Fahrzeuge erfolgt durch parallel zu den Stationsschienen angebrachte Reihen angetriebener Reibräder, die mit Luftreifen versehen sind und durch Anpressung ihrer Lauffläche von oben auf ein ebenfalls an der Kuppelklemme angeordnetes Reibblech oder Reibgitter die Fahrzeuge fortbewegen. Um eine sichere Fortbewegung zu gewährleisten, muss der Abstand der Reifen so gering und das Reibblech so lang bemessen sein, dass immer zwei Reifen in Kontakt mit der Reibfläche stehen.

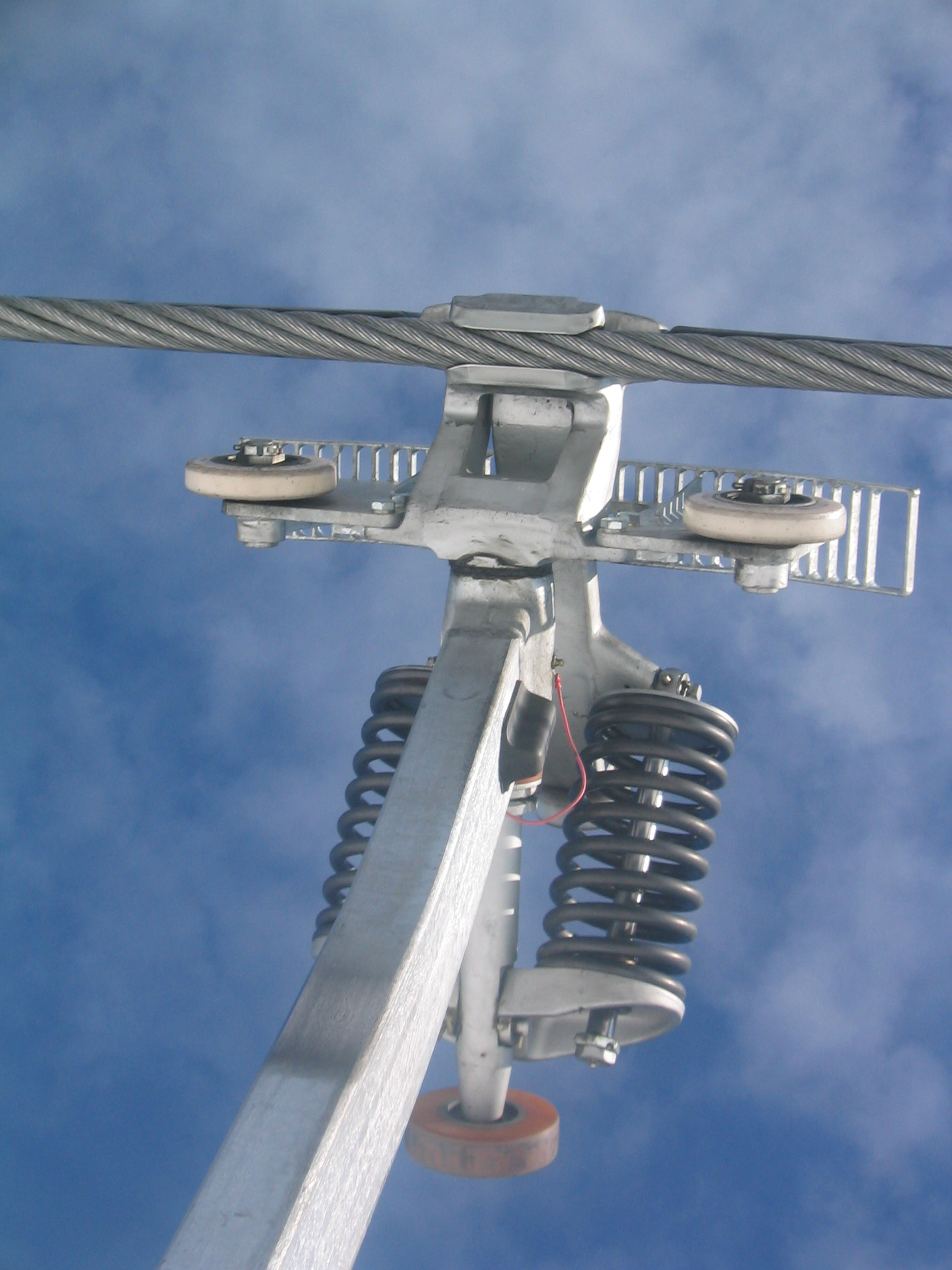
Eine Federklemme mit den Stationsrollen, oberhalb der Rollen das Reibblech für die Reifenförderer.

Eine weitere Aufgabe des Reifenförderers ist die möglichst ruckfreie Beschleunigung der Fahrzeuge an der Einkuppelstelle von der Stationsgeschwindigkeit auf die Umlaufgeschwindigkeit des Förderseiles, um die Kuppelklemme ohne Geschwindigkeitsdifferenz auf das Seil zu klemmen. Umgekehrt müssen die Fahrzeuge beim Abkuppeln nach dem Lösen der Klemmung sicher auf die Stationsgeschwindigkeit abgebremst werden. Dies wird durch unterschiedlich abgestufte, in der Beschleunigungsstrecke zunehmende, in der Verzögerungsstrecke abnehmende Drehzahlen der einzelnen Reifen in der Reihenanordnung erreicht. Da immer mindestens zwei unterschiedlich schnell laufende Reifen gleichzeitig Reibschluss mit dem Reibblech haben, ist dies durch den entstehenden Schlupf mit einem Verschleiß der Reifen verbunden.

### Kettenförderer
Als Alternative zum Reifenförderer kommen für die reine Stationsförderung auch Kettenförderer mit Mitnehmern in Betracht. Sie werden meist auf den Stationsschienen der Fahrzeugdepots und Gondelgaragen eingesetzt und sind auch bei älteren Bahnen zu finden.

## Entwicklung
Bei älteren Umlaufseilbahn-Systemen (beispielsweise bei Anlagen nach dem System Müller oder dem System Von Roll – VR101) wurde die Beschleunigung und Verzögerung ursprünglich allein durch Rampen der Stationsschienen bewerkstelligt, die als schiefe Ebene ausgebildet waren und auf denen die Fahrzeuge auf- und abliefen; innerhalb der Stationen wurden die Fahrzeuge vom Personal manuell geschoben.
Einige dieser historischen Anlagen wurden später mit Stationsförderern nachgerüstet; z. B. die Sesselbahn zur Schneekoppe oder die alte Grünbergseilbahn.